# Breuilpont
Breuilpont è un comune francese di 1 213 abitanti situato nel dipartimento dell'Eure nella regione della Normandia.

## Società

### Evoluzione demografica
Abitanti censiti